# Petersfeuer

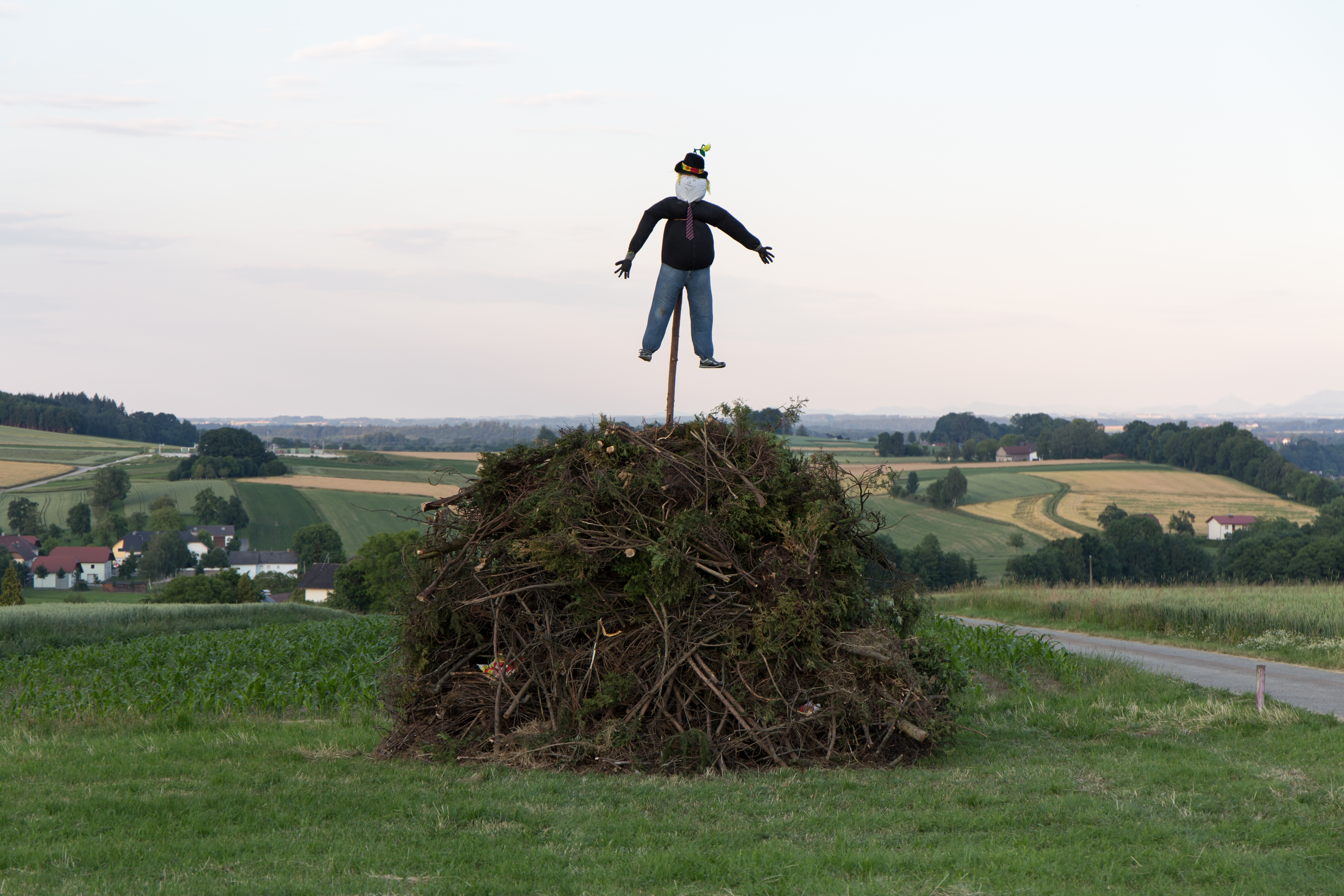
Vorbereitetes Petersfeuer mit „Peter“ in Oberndorf bei Schwanenstadt (2014)

Petersfeuer (auch: Peterfeuer, Peterlfeuer, Peter-und-Paul-Feuer) werden in österreichischen und bayerischen Gemeinden um Peter und Paul (29. Juni) abgebrannt. 

## Beschreibung
Beim  Petersfeuer handelt es sich um eine Variante des verbreiteteren Johannisfeuers. Der Holzstoß wird Tage zuvor aufgeschlichtet, beim abendlichen Abbrennen wird dann oft eine Strohpuppe mitverbrannt, der sogenannte „Peter“. Für das Verbrennen der Puppe gibt es noch keine allgemein akzeptierte Erklärung. Ist der Stoß niedergebrannt, beginnt das Feuerspringen. Danach habe man, so die Überlieferung, einen Wunsch frei.
Veranstalter sind oftmals örtliche Vereine, wie z. B. die Freiwillige Feuerwehr. 